# جورج كونان
جورج كونان (بالفرنسية: Georges Conan)‏ هو دراج فرنسي، (ولد في باريس في فرنسا 1913 – 2000 م).

## وصلات خارجية
- جورج كونان على موقع إحصائيات الدراجات الإحترافية (الإنجليزية)
- جورج كونان على موقع أوليمبيديا (الإنجليزية)